# サクラメント・キングス
サクラメント・キングス (Sacramento Kings)は、アメリカ合衆国・カリフォルニア州サクラメントに本拠を置く全米プロバスケットボール協会 (NBA) のチーム。ウェスタン・カンファレンス、パシフィック・ディビジョン所属。チーム名は、カンザスシティ時代にMLBのロイヤルズ（Royal＝王侯）、NFLのチーフス（Chief＝酋長）などといった頭首のニュアンスで韻を踏んで名付けられた。

## 歴史

### ロチェスター・ロイヤルズ
現在のサクラメント・キングスは、1946年にロチェスター・ロイヤルズとしてニューヨーク州ロチェスターで創設された。ロイヤルズは、NBL (National Basketball League) に参加した1946-47シーズンにリーグを制した。1948年にロイヤルズはNBLを離れてもう一つのバスケットボールリーグBAA (Basketball Association of America) に移った。1949年にBAAはNBLと統合し、NBAが誕生した。

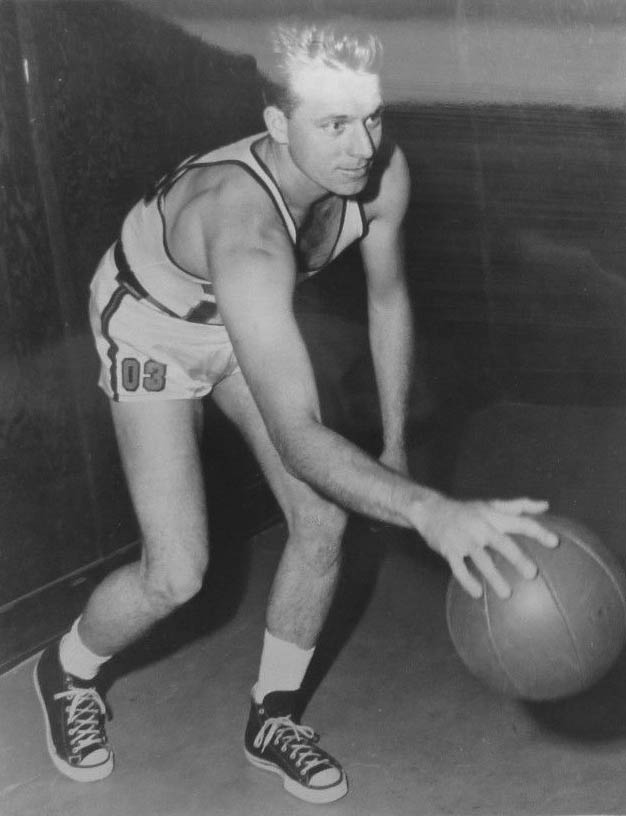
レッド・ホルツマン

ロイヤルズは1951年にニューヨーク・ニックスを破り優勝。のちのキングス時代を含め、この時がNBAのチームとしての唯一の優勝となっている。優勝チームには、のちに監督になるレッド・ホルツマンもいた。
以後数年間ロイヤルズは勝率6割程度の有力チームだったが、ショットクロックが導入された1954年に苦戦し、その後も負け越しのシーズンが続いた。

### シンシナティ・ロイヤルズ
1957年、チームはオハイオ州シンシナティに移転し、チーム名をシンシナティ・ロイヤルズと改めた。この頃の中心選手は、モーリス・ストークスとジャック・トゥィマンだったが、ストークスは外傷後脳障害のため引退し、1959-60シーズンに勝率はチーム史上最低まで落ち込んだ。

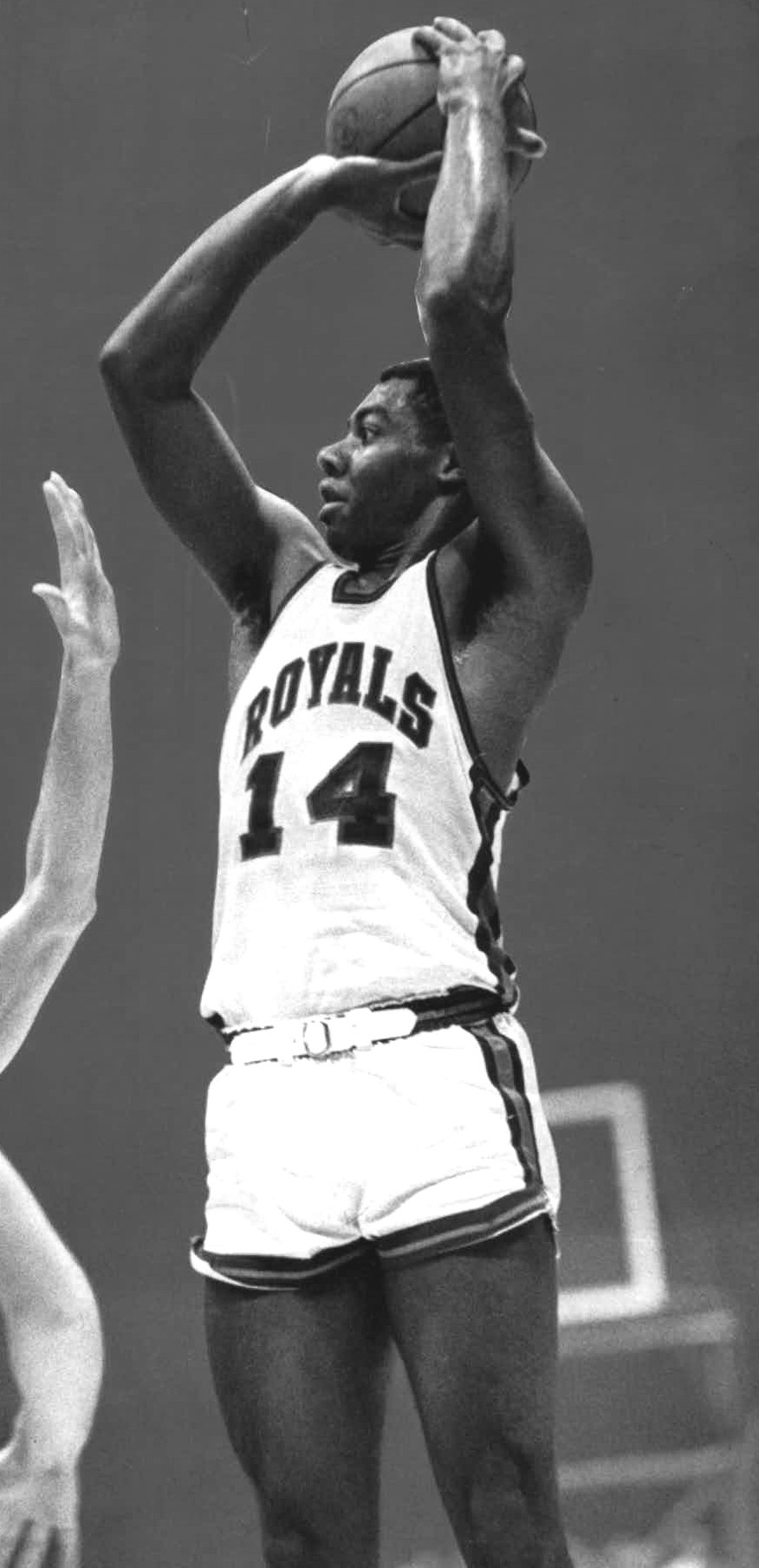
ロバートソンはロイヤルズ在籍時に6シーズンにわたり、1試合平均30点以上、NBAアシスト王を6回受賞している。

しかし、1960年にオスカー・ロバートソンを、1962年にジェリー・ルーカスを獲得すると、以降数年のシーズンでチームは勝ち越し、1962年から6年連続でプレイオフに進出した。しかし1960年代末になると再び低迷が始まり、ロバートソンはミルウォーキー・バックスへ移った。

### カンザスシティ・キングス
1971年にチームはミズーリ州カンザスシティの実業家に売却された。翌1972年にシンシナティから移転、カンザスシティとネブラスカ州オマハが本拠地となった。カンザスシティにはメジャーリーグのカンザスシティ・ロイヤルズが存在したため、新たなチーム名はカンザスシティ・オマハ・キングスとなった。1975年にはホーム戦のほとんどをカンザスシティで行うようになり、カンザスシティ・キングスと名称は再び改まった。

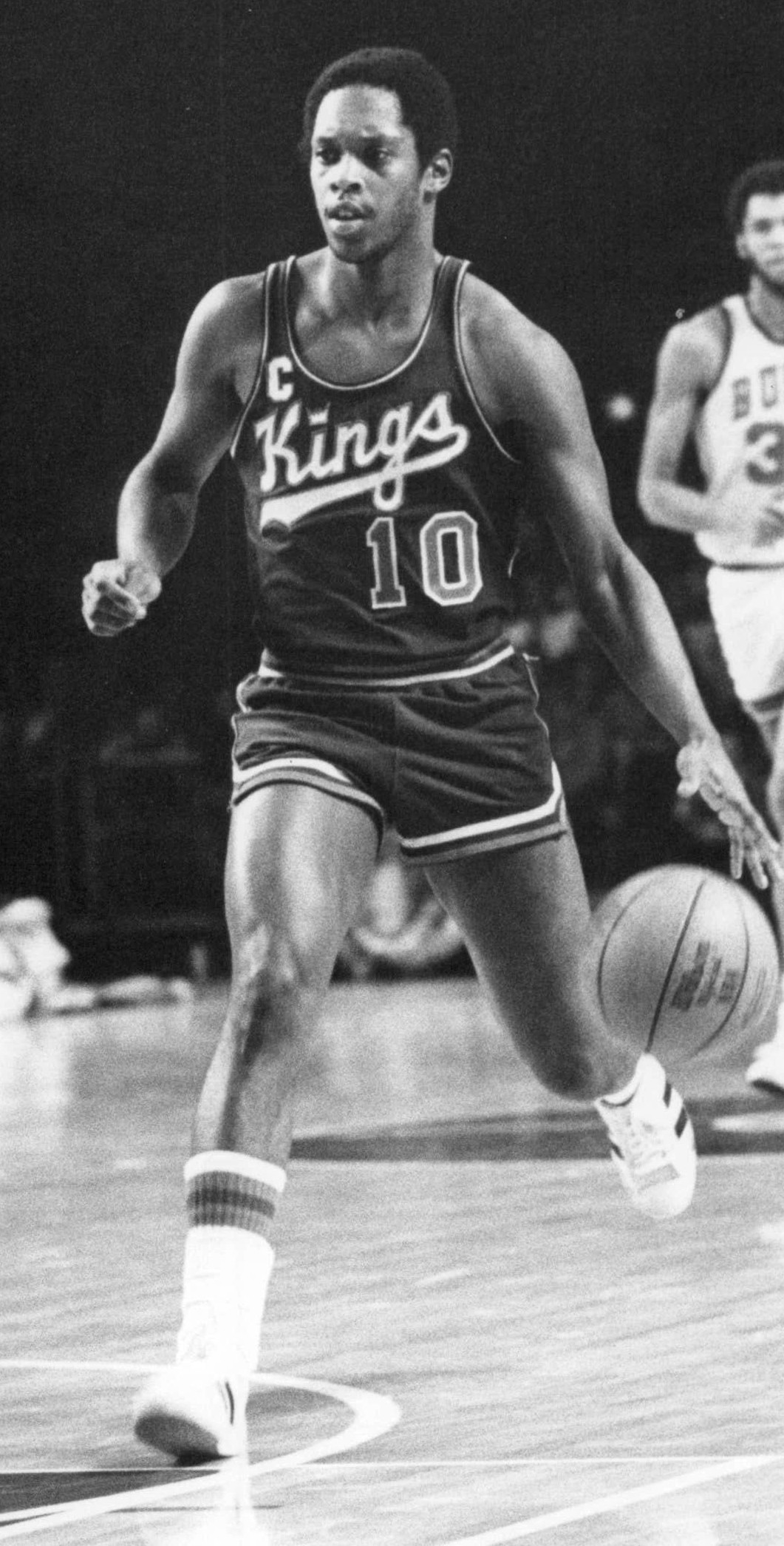
ネイト・アーチボルドは1972-73シーズンに1試合平均34.0得点、11.4アシストを記録し、それぞれリーグリーダーとなった。

この時代にチームを牽引したのはネイト・アーチボルドだった。得点とアシストで同時にリーグ首位になるなどアーチボルドは奮闘したが、事実上アーチボルドのワンマンチームだったロイヤルズは1975年を除き勝率5割を越えられなかった。その後のキングスは、コットン・フィッツシモンズが指揮を執った1970年代末から1980年代初頭にかけて一時期プレイオフに出場した。

### サクラメント・キングス
1983年、キングスはサクラメントの実業家に買い取られた。1985年にチームはサクラメントに移転し、名称はサクラメント・キングスとなった。
この時期が終わるとキングスは長い停滞の時代に入り、1984年から1998年までの十数年間で勝ち越しは一度もなく、プレイオフ出場は2シーズンのみだった。1991年から1998年までキングスでプレイしたミッチ・リッチモンドは1996年にドリームチームIIIメンバーとしてアトランタオリンピックに出場した好選手だったが、チームの状況は苦しいままだった。

#### リック・アデルマン・ヘッドコーチ時代
状況が好転したのは1998年だった。ジェイソン・ウィリアムスをドラフトで、インサイド陣にクリス・ウェバーとユーゴスラビア人のブラデ・ディバッツをトレードで獲得した。このシーズンからリック・アデルマンがヘッドコーチに就任し、1996年にドラフトで指名しておりギリシャでプレイしていたユーゴスラビア選手のペジャ・ストヤコヴィッチが1999年にキングスに加わった。1998-1999年のロックアウトで短縮されたシーズンを27勝23敗と勝ち越し、キングスは西地区を代表する強豪へと成長していった。1998-99シーズンから2005-06シーズンまで、リック・アデルマン指揮のもと8年連続でプレーオフ進出を果たすことになる。
1999-2000シーズンにはタリーク・アブドゥル＝ワハドとのトレードでニック・アンダーソンを加えチーム成績は44勝38敗と2年連続で勝ち越した。1999年のシーズン開幕戦で、キングスは日本を訪れミネソタ・ティンバーウルブズと対戦した。この頃からキングスの控え選手たちは、リック・バリーの息子で、ブレント・バリーの兄のジョン・バリーが名付けた「ベンチ・モブ」と呼ばれるようになった。
2000-01シーズンにはコーリス・ウィリアムソンとのトレードでダグ・クリスティを加え55勝27敗を挙げるなど、年を追うごとに戦力は充実していった。
2001-02シーズンは、ジェイソン・ウィリアムスとのトレードでマイク・ビビーを加え、リーグ最高の61勝21敗に達し、プレイオフではカンファレンス・ファイナル（地区決勝）へ進出。チャンピオンチームロサンゼルス・レイカーズを脅かしたが、3勝を挙げたものの一歩及ばずカンファレンス優勝は逃した。
2002-03シーズンは59勝23敗と前年に続き好成績を残したが、カンファレンス準決勝でダラス・マーベリックスに敗れた。
2003-04シーズンは、インディアナ・ペイサーズから移籍したブラッド・ミラーが、平均得点とリバウンドでダブル・ダブルを記録し、55勝27敗の好成績を残し、移籍後、毎年のように安定した好成績を残し、インサイドの要として活躍した。このシーズンには、自己ベストの平均15.6得点をあげて、2年連続となるオールスター出場を果たした。しかし、チームはカンファレンスセミファイナルでミネソタ・ティンバーウルブズに3勝4敗で敗れ、この頃からウェバーとストヤコヴィッチとの不仲説が囁かれるようになった。
2004-2005シーズンはシーズン前にディバッツが退団し、シーズン中にはウェバーがウィリアムソンらとのトレードがありながらも、55勝27敗と好成績を収めたが、プレーオフでは1stラウンドでシアトル・スーパーソニックスに敗れた。
2005-2006シーズンは、半ばにミラーは1981年にサム・レイシーが達成して以来久々となる得点、アシストのダブル・ダブルを達成したセンターとなった。主力選手の安定した活躍で、46勝36敗と好成績を残したが、プレイオフではカンファレンス・クォーターファイナル（地区1回戦）で敗退した。
2005-06シーズンにはストヤコヴィッチがロン・アーテスト (現：メッタ・サンディフォード＝アーテスト) と交換でインディアナ・ペイサーズに放出され、このシーズンを最後にリック・アデルマン時代は終わり、ヘッドコーチはエリック・マッセルマンに引き継がれたが、1シーズンで解任され、2007-08シーズンからはレジー・セウスが指揮を執ったが成績は改善されなかった。

#### 低迷期
2007-08シーズン中盤にマイク・ビビーをトレードに出し、2008-09シーズンは、ケビン・マーティンを中心に置いたチーム再建となった。しかしながら大方の予想通り成績はさらに下がり、シーズン途中レジー・セウスは解雇され、17勝65敗でシーズンを終えた。
2009-10シーズン続く最悪の成績から、ドラフト上位指名権を得てタイリーク・エバンスを4位指名で獲得し、わずかではあるが成績を上げ、引き続き2010-11シーズン、5位指名でデマーカス・カズンズを獲得したが、50敗以上の“ドアマット・チーム”から抜け出すことはできなかった。
2011-12シーズン、60位指名で入団したアイザイア・トーマスが予想以上の働きを示した中でも、2013-14シーズンもやはりチームの勢いが上向くことはなかった。
2014-15シーズンは、開幕から5割前後の闘いで踏ん張ってきたが、12月に入りデマーカス・カズンズをウィルス性髄膜炎で欠いて以降連敗が続き、マイケル・マローンHCは、12月14日に解任された。12月16日、ペジャ・ストヤコビッチの背番号16を永久欠番とすることを、祝賀セレモニーで発表した。ストヤコビッチの16番は、チーム11番目の永久欠番となった。その後、タイロン・コービンがアシスタントからヘッドコーチに昇格したものの事態は好転せず、コービンは退任となり、オールスターゲーム明けからジョージ・カールを新たにヘッドコーチに招聘し、再出発したがチーム状況が好転したとは言えず、チーム再建は2015-16シーズン以降に持ち越しとなった。
なお、2014-15シーズンはデマーカス・カズンズがキングスの選手としては2004年のブラッド・ミラーとペジャ・ストヤコビッチ以来のNBAオールスターの出場メンバーに選出された。
ラジョン・ロンドやマルコ・ベリネッリなど、優勝経験者を獲得した2015-16シーズンだったが、それでも悪い流れは変わらず、10年連続負け越しとプレーオフ不出場に終わり、ジョージ・カールHCはシーズン終了後に解任。アルコ・アリーナから親しまれてきたスリープ・トレイン・アリーナの最後のシーズンを飾ることは出来ず、2016-17シーズンより、新アリーナのゴールデン1センターで再出発することになった。
新アリーナに移転し、新ヘッドコーチにデビッド・イェイガーを招聘して挑んだ2016-17シーズンだったが、それでも悪い流れは変わらず、同シーズンのNBAオールスターゲーム開催日には、遂にデマーカス・カズンズをニューオーリンズ・ペリカンズに放出。同シーズンも負け越しで終了した。
2017-18シーズンは、ヴィンス・カーターやザック・ランドルフといったイェイガーHCのメンフィス・グリズリーズ時代の教え子やジョージ・ヒルなどベテラン選手を獲得しシーズンスタート。10月24日にはジェニー・ブーセックとコーチ契約を結び、リーグ3人目の女性コーチとして話題を呼んだ。しかし、同シーズンも負け越しで終了。
2018-19シーズンはドラフト全体2位でマービン・バグリー3世を指名。オールルーキーチームに選ばれる活躍を見せ39勝を記録。しかしドラフトでルカ・ドンチッチを指名しなかったことで疑問符を打たれるシーズンとなってしまった。またシーズン終了後、選手とのコミュニケーションに問題があると言われたイェイガーコーチを解任した。
2019-20シーズンは新HCにウォリアーズのアシスタントコーチ、レイカーズでヘッドコーチを勤めたルーク・ウォルトンを招聘。更なる勝ち星の上乗せを期待され、バブルにも進出したもののプレイイントーナメントへの出場を逃し、勝ち星も31勝と前シーズンを下回る結果となった。
2020-21シーズン、若手の活躍でプレイオフも視野に入っていたものの、怪我人が続出して失速。前シーズンと同じ31勝にとどまった。ウォルトンは4年契約の最中ということもあってか早々に続投が発表された。
2021-2022シーズンはドラフト9位でデイビオン・ミッチェルを指名。しかし開幕6勝11敗と出遅れてウォルトンを解任し、アルヴィン・ジェントリーを暫定HCとするも勝ち星が伸びず、トレードデッドライン前にチームの主力であったタイリース・ハリバートン、バディ・ヒールドらを放出し、インディアナ・ペイサーズからオールスターセンターのドマンタス・サボニスを獲得するトレードを断行した。しかしチーム状況が上向くことはなく、結局30勝52敗でシーズン終了した。

#### 低迷脱却
2022-23シーズン　負の連鎖に終止符
2022-23シーズン、昨シーズンまでウォリアーズのアシスタントコーチをしていたマイク・ブラウンを招集し、プレイオフ進出を目指した。シーズン開幕から4連敗してしまったものの、昨シーズンにトレードで獲得したドマンタス・サボニス、今オフに獲得したケビン・ハーターやマリーク・モンク、ドラフトで指名したキーガン・マレーなどの選手が、マイク・ブラウンの指揮の元で活躍をし、前年までが嘘のように勝ち星を上げた。シーズンが進んでもキングスの勢いは失速せず、オールスターブレイク時点で西の3位と好順位に位置していた。NBAオールスターにはフォックスとサボニス、ライジング・スターズ・チャレンジにはマレーが選出された。そしてオールスターブレイク後も順当に勝ち星を積み重ね、遂に3月30日のポートランド・トレイルブレイザーズ戦に臨んだキングスは、120－80で大勝。今季成績を48勝34敗とし、2005－06シーズン以来、実に17年ぶりのプレーオフ進出を決めた。

## シーズンごとの成績
Note: 勝 = 勝利数, 敗 = 敗戦数, % = 勝率 
| シーズン                                      | 勝                                            | 敗                                            | %                                             | プレーオフ                                                    | 結果                                                                                           |
| ロチェスター・ロイヤルズ (通算勝敗に含まない) | ロチェスター・ロイヤルズ (通算勝敗に含まない) | ロチェスター・ロイヤルズ (通算勝敗に含まない) | ロチェスター・ロイヤルズ (通算勝敗に含まない) | ロチェスター・ロイヤルズ (通算勝敗に含まない)                 | ロチェスター・ロイヤルズ (通算勝敗に含まない)                                                  |
| --------------------------------------------- | --------------------------------------------- | --------------------------------------------- | --------------------------------------------- | ------------------------------------------------------------- | ---------------------------------------------------------------------------------------------- |
| 1945-46                                       | 24                                            | 10                                            | .706                                          | NBL準決勝勝利 NBL決勝優勝                                     | ロチェスター 3, フォートウェイン 1 ロチェスター 3, Sheboygan 0                                 |
| 1946-47                                       | 31                                            | 13                                            | .705                                          | 1回戦勝利 NBL準決勝勝利 NBLファイナル敗退                     | ロチェスター 3, シラキュース 1 ロチェスター 2, フォートウェイン 1 シカゴ 3, ロチェスター 2     |
| 1947-48                                       | 44                                            | 16                                            | .733                                          | 1回戦勝利 NBL準決勝勝利 NBL決勝敗退                           | ロチェスター 3, フォートウェイン 1 ロチェスター 2, アンダーソン 1 レイカーズ 3, ロチェスター 1 |
| ロチェスター・ロイヤルズ (通算勝敗に含む)     |                                               |                                               |                                               |                                                               |                                                                                                |
| 1948-49                                       | 45                                            | 15                                            | .750                                          | ディビジョン準決勝勝利 ディビジョン決勝敗退                   | ロチェスター 2, セントルイス 0 レイカーズ 2, ロチェスター 0                                    |
| 1949-50                                       | 51                                            | 17                                            | .750                                          | タイブレークゲーム敗退 ディビジョン準決勝敗退                 | レイカーズ 78, ロチェスター 76 フォートウェイン 2, ロチェスター 0                              |
| 1950-51                                       | 41                                            | 27                                            | .603                                          | ディビジョン準決勝勝利 ディビジョン決勝勝利 NBAファイナル優勝 | ロチェスター 2, フォートウェイン 1 ロチェスター 3, レイカーズ 1 ロチェスター 4, ニックス 3     |
| 1951-52                                       | 41                                            | 25                                            | .621                                          | ディビジョン準決勝勝利 ディビジョン決勝敗退                   | ロチェスター 2, フォートウェイン 0 レイカーズ 3, ロチェスター 1                                |
| 1952-53                                       | 44                                            | 26                                            | .629                                          | ディビジョン準決勝敗退                                        | フォートウェイン 2, ロチェスター 1                                                             |
| 1953-54                                       | 44                                            | 28                                            | .611                                          | 3チームによるプレイオフ ディビジョン決勝敗退                  | 2-1 レイカーズ 2, ロチェスター 1                                                               |
| 1954-55                                       | 29                                            | 43                                            | .403                                          | ディビジョン準決勝敗退                                        | レイカーズ 2, ロチェスター 1                                                                   |
| 1955-56                                       | 31                                            | 41                                            | .431                                          |                                                               |                                                                                                |
| 1956-57                                       | 31                                            | 41                                            | .431                                          |                                                               |                                                                                                |
| シンシナティ・ロイヤルズ                      |                                               |                                               |                                               |                                                               |                                                                                                |
| 1957-58                                       | 33                                            | 39                                            | .458                                          | ディビジョン準決勝敗退                                        | ピストンズ 2, シンシナティ 0                                                                   |
| 1958-59                                       | 19                                            | 53                                            | .264                                          |                                                               |                                                                                                |
| 1959-60                                       | 19                                            | 56                                            | .253                                          |                                                               |                                                                                                |
| 1960-61                                       | 33                                            | 46                                            | .418                                          |                                                               |                                                                                                |
| 1961-62                                       | 43                                            | 37                                            | .538                                          | ディビジョン準決勝敗退                                        | ピストンズ 3, シンシナティ 1                                                                   |
| 1962-63                                       | 42                                            | 38                                            | .525                                          | ディビジョン準決勝勝利                                        | シンシナティ 3, シラキュース 2 セルティックス 4, シンシナティ 3                                |
| 1963-64                                       | 55                                            | 25                                            | .688                                          | ディビジョン準決勝勝利 ディビジョン決勝敗退                   | シンシナティ 3, シクサーズ 2 セルティックス 4, シンシナティ 1                                  |
| 1964-65                                       | 48                                            | 32                                            | .600                                          | ディビジョン準決勝敗退                                        | シクサーズ 3, シンシナティ 1                                                                   |
| 1965-66                                       | 45                                            | 35                                            | .563                                          | ディビジョン準決勝敗退                                        | セルティックス 3, シンシナティ 2                                                               |
| 1966-67                                       | 39                                            | 42                                            | .481                                          | ディビジョン準決勝敗退                                        | シクサーズ 3, シンシナティ 1                                                                   |
| 1967-68                                       | 39                                            | 43                                            | .476                                          |                                                               |                                                                                                |
| 1968-69                                       | 41                                            | 41                                            | .500                                          |                                                               |                                                                                                |
| 1969-70                                       | 36                                            | 46                                            | .439                                          |                                                               |                                                                                                |
| 1970-71                                       | 33                                            | 49                                            | .402                                          |                                                               |                                                                                                |
| 1971-72                                       | 30                                            | 52                                            | .366                                          |                                                               |                                                                                                |
| カンザスシティ＝オマハ・キングス              |                                               |                                               |                                               |                                                               |                                                                                                |
| 1972-73                                       | 36                                            | 46                                            | .439                                          |                                                               |                                                                                                |
| 1973-74                                       | 33                                            | 49                                            | .402                                          |                                                               |                                                                                                |
| 1974-75                                       | 44                                            | 38                                            | .537                                          | カンファレンス準決勝敗退                                      | ブルズ 4, キングス 2                                                                           |
| カンザスシティ・キングス                      |                                               |                                               |                                               |                                                               |                                                                                                |
| 1975-76                                       | 31                                            | 51                                            | .378                                          |                                                               |                                                                                                |
| 1976-77                                       | 40                                            | 42                                            | .488                                          |                                                               |                                                                                                |
| 1977-78                                       | 31                                            | 51                                            | .378                                          |                                                               |                                                                                                |
| 1978-79                                       | 48                                            | 34                                            | .585                                          | カンファレンス準決勝敗退                                      | サンズ 4, キングス 1                                                                           |
| 1979-80                                       | 47                                            | 35                                            | .573                                          | 1回戦敗退                                                     | サンズ 2, キングス 1                                                                           |
| 1980-81                                       | 40                                            | 42                                            | .488                                          | 1回戦勝利 カンファレンス準決勝勝利 カンファレンス決勝敗退     | キングス 2, ブレイザーズ 1 キングス 4, サンズ 3 ロケッツ 4, キングス 1                         |
| 1981-82                                       | 30                                            | 52                                            | .366                                          |                                                               |                                                                                                |
| 1982-83                                       | 45                                            | 37                                            | .549                                          |                                                               |                                                                                                |
| 1983-84                                       | 38                                            | 44                                            | .463                                          | 1回戦敗退                                                     | レイカーズ 3, キングス 0                                                                       |
| 1984-85                                       | 31                                            | 51                                            | .378                                          |                                                               |                                                                                                |
| サクラメント・キングス                        |                                               |                                               |                                               |                                                               |                                                                                                |
| 1985-86                                       | 37                                            | 45                                            | .451                                          | 1回戦敗退                                                     | ロケッツ 3, キングス 0                                                                         |
| 1986-87                                       | 29                                            | 53                                            | .354                                          |                                                               |                                                                                                |
| 1987-88                                       | 24                                            | 58                                            | .293                                          |                                                               |                                                                                                |
| 1988-89                                       | 27                                            | 55                                            | .329                                          |                                                               |                                                                                                |
| 1989-90                                       | 23                                            | 59                                            | .280                                          |                                                               |                                                                                                |
| 1990-91                                       | 25                                            | 57                                            | .305                                          |                                                               |                                                                                                |
| 1991-92                                       | 29                                            | 53                                            | .354                                          |                                                               |                                                                                                |
| 1992-93                                       | 25                                            | 57                                            | .305                                          |                                                               |                                                                                                |
| 1993-94                                       | 28                                            | 54                                            | .341                                          |                                                               |                                                                                                |
| 1994-95                                       | 39                                            | 43                                            | .476                                          |                                                               |                                                                                                |
| 1995-96                                       | 39                                            | 43                                            | .476                                          | 1回戦敗退                                                     | ソニックス 3, キングス 1                                                                       |
| 1996-97                                       | 34                                            | 48                                            | .415                                          |                                                               |                                                                                                |
| 1997-98                                       | 27                                            | 55                                            | .329                                          |                                                               |                                                                                                |
| 1998-99                                       | 27                                            | 23                                            | .540                                          | 1回戦敗退                                                     | ジャズ 3, キングス 2                                                                           |
| 1999-2000                                     | 44                                            | 38                                            | .537                                          | 1回戦敗退                                                     | レイカーズ 3, キングス 2                                                                       |
| 2000-01                                       | 55                                            | 27                                            | .672                                          | 1回戦勝利 カンファレンス準決勝敗退                            | キングス 3, サンズ 1 レイカーズ 4, キングス 0                                                  |
| 2001-02                                       | 61                                            | 21                                            | .744                                          | 1回戦勝利 カンファレンス準決勝勝利 カンファレンス決勝敗退     | キングス 3, ジャズ 1 キングス 4, マーベリックス 1 レイカーズ 4, キングス 3                     |
| 2002-03                                       | 59                                            | 23                                            | .720                                          | 1回戦勝利 カンファレンス準決勝敗退                            | キングス 4, ジャズ 1 マーベリックス 4, キングス 3                                              |
| 2003-04                                       | 55                                            | 27                                            | .672                                          | 1回戦勝利 カンファレンス準決勝敗退                            | キングス 4, マーベリックス 1 ウルブズ 4, キングス 3                                            |
| 2004-05                                       | 50                                            | 32                                            | .610                                          | 1回戦敗退                                                     | ソニックス 4, キングス 1                                                                       |
| 2005-06                                       | 44                                            | 38                                            | .537                                          | 1回戦敗退                                                     | スパーズ 4, キングス 2                                                                         |
| 2006-07                                       | 33                                            | 49                                            | .402                                          |                                                               |                                                                                                |
| 2007-08                                       | 38                                            | 44                                            | .463                                          |                                                               |                                                                                                |
| 2008-09                                       | 17                                            | 65                                            | .207                                          |                                                               |                                                                                                |
| 2009-10                                       | 25                                            | 57                                            | .305                                          |                                                               |                                                                                                |
| 2010-11                                       | 24                                            | 58                                            | .293                                          |                                                               |                                                                                                |
| 2011-12                                       | 22                                            | 44                                            | .333                                          |                                                               |                                                                                                |
| 2012-13                                       | 28                                            | 54                                            | .341                                          |                                                               |                                                                                                |
| 2013-14                                       | 28                                            | 54                                            | .341                                          |                                                               |                                                                                                |
| 2014-15                                       | 29                                            | 53                                            | .354                                          |                                                               |                                                                                                |
| 2015–16                                       | 33                                            | 49                                            | .402                                          |                                                               |                                                                                                |
| 2016–17                                       | 32                                            | 50                                            | .390                                          |                                                               |                                                                                                |
| 2017–18                                       | 27                                            | 55                                            | .329                                          |                                                               |                                                                                                |
| 2018–19                                       | 39                                            | 43                                            | .476                                          |                                                               |                                                                                                |
| 2019–20                                       | 31                                            | 41                                            | .431                                          |                                                               |                                                                                                |
| 2020–21                                       | 31                                            | 41                                            | .431                                          |                                                               |                                                                                                |
| 2021–22                                       | 30                                            | 52                                            | .366                                          |                                                               |                                                                                                |
| 2022–23                                       | 48                                            | 34                                            | .600                                          | 1回戦敗退                                                     | ウォリアーズ 4, キングス 3                                                                     |
| 2023–24                                       | 46                                            | 36                                            | .561                                          |                                                               |                                                                                                |
| 通算勝敗                                      | 2,700                                         | 3,220                                         | .456                                          |                                                               |                                                                                                |
| プレイオフ                                    | 76                                            | 109                                           | .411                                          | 優勝1回                                                       |                                                                                                |

## 主な選手

### 保有するドラフト交渉権
| ドラフト年 | 巡 | 指名順 | 選手 | Pos. | 国籍 | 現所属チーム | 注釈 | Ref |
| ---------- | -- | ------ | ---- | ---- | ---- | ------------ | ---- | --- |

### 永久欠番
ゴールデン1センターの垂木には、キングスの永久欠番となったすべての背番号が掲げられている。
| サクラメント・キングス永久欠番 |                          |      |           |               |
| No.                            | 選手                     | Pos. | 在籍期間  | 式典日        |
| 1                              | ネイト・アーチボルト     | G    | 1970–1976 |               |
| 2                              | ミッチ・リッチモンド     | G    | 1991–1998 | 2003年12月5日 |
| 4                              | クリス・ウェバー         | F    | 1998–2005 | 2009年2月6日  |
| 6                              | ファン ("The Sixth Man") | —    | 1985–現在 | 1986–87       |
| 11                             | ボブ・デイヴィス         | G    | 1945–1955 | 1989–90       |
| 12                             | モーリス・ストークス     | F    | 1955–1958 |               |
| 14                             | オスカー・ロバートソン   | G    | 1960–1970 |               |
| 16                             | ペジャ・ストヤコヴィッチ | F    | 1998–2006 | 2014年12月6日 |
| 21                             | ブラデ・ディバッツ       | C    | 1998–2004 | 2009年3月31日 |
| 27                             | ジャック・トゥィマン     | F    | 1955–1966 |               |
| 44                             | サム・レイシー           | C    | 1970–1981 |               |

### バスケットボール殿堂入り
| サクラメント・キングス殿堂入り | サクラメント・キングス殿堂入り | サクラメント・キングス殿堂入り | サクラメント・キングス殿堂入り | サクラメント・キングス殿堂入り | サクラメント・キングス殿堂入り | サクラメント・キングス殿堂入り | サクラメント・キングス殿堂入り | サクラメント・キングス殿堂入り | サクラメント・キングス殿堂入り |
| 選手                           | 選手                           | 選手                           | 選手                           | 選手                           | 選手                           | 選手                           | 選手                           | 選手                           | 選手                           |
| No.                            | 名前                           | Pos.                           | 在籍間                         | 殿堂入り年                     | No.                            | 名前                           | Pos.                           | 在籍間                         | 殿堂入り年                     |
| ------------------------------ | ------------------------------ | ------------------------------ | ------------------------------ | ------------------------------ | ------------------------------ | ------------------------------ | ------------------------------ | ------------------------------ | ------------------------------ |
| 11                             | ボブ・デイヴィス               | G                              | 1945–1955                      | 1970                           | 19                             | ボブ・クージー 1               | G                              | 1969–1970                      | 1971                           |
| 14                             | オスカー・ロバートソン 1       | G                              | 1960–1970                      | 1980                           | 16                             | ジェリー・ルーカス 2           | F/C                            | 1963–1969                      | 1980                           |
| 10 27 31                       | ジャック・トゥィマン           | F                              | 1955–1966                      | 1983                           | 9                              | ボビー・ヴァンツァー           | G                              | 1948–1957                      | 1987                           |
| 34                             | クライド・ラブレット           | C/F                            | 1957–1958                      | 1988                           | 1 10                           | ネイト・アーチボルド           | G                              | 1970–1976                      | 1991                           |
| 14                             | アーニー・ライゼン             | C                              | 1948–1955                      | 1998                           | 12                             | モーリス・ストークス           | F                              | 1955–1958                      | 2004                           |
| 50                             | ラルフ・サンプソン             | C                              | 1989–1990                      | 2012                           | 5                              | ガイ・ロジャース               | G                              | 1967–1968                      | 2014                           |
| 2                              | ミッチ・リッチモンド           | G                              | 1991–1998                      | 2014                           | 13                             | シャルーナス・マルチュリョニス | G                              | 1995–1996                      | 2014                           |
| 12                             | ジョ・ジョ・ホワイト           | G                              | 1980–1981                      | 2015                           | 21                             | ブラデ・ディバッツ             | C                              | 1998–2004                      | 2019                           |
| 4                              | クリス・ウェバー               | F                              | 1998–2005                      | 2021                           | 15                             | ヴィンス・カーター             | G/F                            | 2017–2018                      | 2024                           |
| コーチ                         |                                |                                |                                |                                |                                |                                |                                |                                |                                |
| 名前                           | 名前                           | Pos.                           | 在籍間                         | 殿堂入り年                     | 名前                           | 名前                           | Pos.                           | 在籍間                         | 殿堂入り年                     |
| ピート・キャリル               | ピート・キャリル               | アシスタントコーチ             | 1996–2006 2008-2012            | 1997                           | 5                              | リック・アデルマン 4           | ヘッドコーチ                   | 1998–2006                      | 2021                           |
| ビル・ラッセル 5               | ビル・ラッセル 5               | ヘッドコーチ                   | 1987–1988                      | 2021                           | ジョージ・カール               | ジョージ・カール               | ヘッドコーチ                   | 2015–2016                      | 2022                           |
| 貢献者                         |                                |                                |                                |                                |                                |                                |                                |                                |                                |
| 名前                           | 名前                           | Pos.                           | 在籍間                         | 殿堂入り年                     | 名前                           | 名前                           | Pos.                           | 在籍間                         | 殿堂入り年                     |
| レス・ハリソン                 | レス・ハリソン                 | ヘッドコーチ オーナー          | 1948–1955                      | 1980                           | 15 32 34                       | ウェイン・エンブリー 3         | C                              | 1958–1966                      | 1999                           |
| コットン・フィッツシモンズ     | コットン・フィッツシモンズ     | ヘッドコーチ                   | 1978–1984                      | 2021                           |                                |                                |                                |                                |                                |

### FIBA殿堂入り
| サクラメント・キングス殿堂入り | サクラメント・キングス殿堂入り | サクラメント・キングス殿堂入り | サクラメント・キングス殿堂入り | サクラメント・キングス殿堂入り |
| 選手                           | 選手                           | 選手                           | 選手                           | 選手                           |
| No.                            | 名前                           | Pos.                           | 在籍期間                       | 殿堂入り年                     |
| ------------------------------ | ------------------------------ | ------------------------------ | ------------------------------ | ------------------------------ |
| 14                             | オスカー・ロバートソン         | G                              | 1960–1970                      | 2009                           |
| 21                             | ブラデ・ディバッツ             | C                              | 1998–2004                      | 2010                           |
| 13                             | シャルーナス・マルチュリョニス | G                              | 1995–1996                      | 2015                           |

## 歴代ヘッドコーチ
| - レス・ハリソン (Les Harrison) (1948-49/1954-55) - ボビー・ワンザー (Bobby Wanzer) (1955-56/1958-59) - トム・マーシャル (Tom Marshall) (1958-59/1959-60) - チャールズ・ウルフ (Charles Wolf) (1960-61/1962-63) - ジャック・マクマホン (Jack McMahon) (1963-64/1966-67) - エド・ジャッカー (Ed Jucker) (1967-68/1968-69) - ボブ・クージー (Bob Cousy) (1969-70/1973-74) - ドラフ・ヤング (Draff Young) (1973-74) - フィル・ジョンソン (Phil Johnson) (1973-74/1977-78) - ラリー・ステイヴァーマン (Larry Staverman) (1977-78) - コットン・フィッツシモンズ (Cotton Fitzsimmons) (1978-79/1983-84) - ジャック・マキニー (Jack McKinney) (1984-85) - フィル・ジョンソン (Phil Johnson) (1973-74/1977-78) - ジェリー・レイノルズ (Jerry Reynolds) (1986-87) - ビル・ラッセル (Bill Russell) (1987-88) - ジェリー・レイノルズ (Jerry Reynolds) (1987-88/1989-90) | - ディック・モッタ (Dick Motta) (1989-90/1991-92) - レックス・ヒューズ (Rex Hughes) (1991-92) - ゲイリー・セント・ジーン (Garry St. Jean) (1992-93/1996-97) - エディ・ジョーダン (Eddie Jordan) (1996-97/1997-98) - リック・アデルマン (Rick Adelman) (1998-99/2005-06) - エリック・マッセルマン (Eric Musselman) (2006-07) - レジー・セウス (Reggie Theus) (2007-08/2008-09) - ケニー・ナット (Kenny Natt) (2008-09) - ポール・ウェストファル (Paul Westphal) (2009-12) - キース・スマート (Keith Smart) (2012-13) - マイケル・マローン (Michael Malone) (2013-14) - タイロン・コービン (Tyrone Corbin) (2014–15) - ジョージ・カール (George Karl) (2014-2016) - デビッド・イェイガー (Dave Joerger) (2017-2019) - ルーク・ウォルトン (Luke Walton) (2018-2021) - アルヴィン・ジェントリー (Alvin Gentry) (2021–22) - マイク・ブラウン (Mike Brown) (2022- |